# X (musikalbum av INXS)
X är det sjunde studioalbumet av INXS. Albumet släpptes den 21 september 1990 och var det tredje albumet av bandet som producerades av Chris Thomas. Namnet "X" syftar på den romerska siffran för "10" då det var 10 år sedan deras debutalbum INXS släpptes.
Albumet innehåller hits som "Suicide Blonde", "Disappear" och "Bitter Tears".

## Låtlista
Alla sånger är skrivna av Michael Hutchence och Andrew Farriss om inget annat anges.
1. "Suicide Blonde" – 3:52
2. "Disappear" (Jon Farriss, Hutchence) – 4:09
3. "The Stairs" – 4:56
4. "Faith in Each Other" – 4:08
5. "By My Side" (Farriss, Kirk Pengilly) – 3:06
6. "Lately" – 3:36
7. "Who Pays the Price" – 3:37
8. "Know the Difference" – 3:17
9. "Bitter Tears" – 3:49
10. "On My Way" – 2:55
11. "Hear That Sound" – 4:05